# European Economic Review
La European Economic Review (EER) est une revue économique publiée par Elsevier avec huit numéros par an. Ses fondateurs en 1969 sont les économistes belges Herbert Glejser et Jean Waelbroeck.